# Brania jonssonii
Brania jonssonii är en ringmaskart som beskrevs av Saemundsson 1918. Brania jonssonii ingår i släktet Brania och familjen Syllidae. Inga underarter finns listade i Catalogue of Life.